# Соколов Микола Опанасович
Микола Опанасович Соколов (нар. 15 жовтня 1886, Одеса — пом. 25 жовтня 1953) — історик античності та мистецтва.

## Біографія
М. О. Соколов народився 15 жовтня 1886 року  в Одесі.
Його батько працював інженером-технологом, мати — вчителем музики. Середню освіту отримав у 4-ї міській гімназії, яку закінчив у 1905 та поступив на історико-філологічний ф-ет Імператорського Новоросійського університету, але вже восени за участь в студентських виступах під час єврейських погромів був заарештований на шеститижневий строк тюремного ув'язнення та відрахований з ун-ту без права поновлення.
Від лютого 1906 до липня 1907 служив матросом на пароплавах «РОПИТ». У серпні 1907, після амністії, знову вступив на історико-філологічний факультет та одночасно працював в археологічному музеї ОТІС. Під керівництвом проф. Е. Штерна, працював над читанням надписів на фрагментах мармурових плит та описуванням музейного майна. Результати цієї роботи увійшли до виданого в 1908 каталогу музею. 1909 брав участь в археологічних розкопках в Червоній Горки (Херсонська губ.). 1911 закінчив Імператорського Новоросійського університету і був залишений для підготовки до професорського звання з відрядженням до Варшавського ун-ту, але вже восени його переведено до С.-Петербургу, де він став стипендіатом ун-ту та студентом Археологічного ін-ту, навчання в якому припинив через направлення міністерством народної освіти у відрядження заграницю.
В Галле вивчав стародавні мови, в Берліні — стародавню історію і музеєзнавство, в Парижі слухав лекції по історії мистецтв, в Італії вивчав музеї та брав участь в археологічних розкопках Помпеї, у Греції вивчав грецькі стародавності та на Криті брав участь в розкопках стародавніх міст. 1913 з відзнакою закінчив археологічний ін-ут, отримав звання дійсного члена Імператорського археологічного товариства та склав іспити на ступень магістранта по кафедрі загальної історії, а восени 1915 на засіданні спеціальної комісії Петербурзького ун-ту захистив дисертаційне дослідження на тему «Пам'ятники грецького мистецтва в Афінах епохи Перикла», за яке отримав вчений ступень магістра загальної історії.
Від цього часу до грудня 1916 як приват-доцент працював на кафедрах загальної історії ун-ту і ОВЖК та викладачем середніх навчальних закладів. До того ж був дійсним членом військово-історичного та археологічного товариств.
У грудні 1916 за зберігання нелегальної літератури та переховування в своїй квартирі революціонерів М. Соколов був звільнений зі всіх посад та під наглядом поліції висланий з Петрограду. Переїхав до Житомира, де працював викладачем земських педагогічних курсів (в 1919 реорганізовані в ІНО), музичній школі та партшколі. Одночасно з педагогічною роботою займав різні адміністративні посади: голова Ради художньо-промислового училища, завідувач відділу соціалістичної культури робітничо-селянської інспекції, завідувач підвідділу мистецтв при губ. відділі народної освіти, голова комітету службовців того ж відділу. Працював над питаннями історії класової боротьби та професійного руху, наслідком чого стали два підготовлених посібника.
У жовтні 1923 вирішив переїхати до Одеси, де починаючи з 1923/24 н. р. працював в різних закладах вищої школи. В Одеському інституті народного господарства викладав історію класової боротьби та загальну історія, в Одеському інституті народної освіти  — історію первісної культури та історію професійного руху, в  Одеському інституті образотворчого мистецтва — історію мистецтв та класичне мистецтво. У ці роки його наукова робота була зосереджена в Одеській комісії краєзнавства  при Всеукраїнській Академії Наук, на засіданнях якої виступав з доповідями про історію мистецтва, соціальну сутність мистецтва, історію цензури в Одесі.
Після реорганізації на початку 1930-х системи вищої освіти продовжує працювати відразу в декількох закладах: педагогічному інституті, художньому училищі, інституті інженерів цивільного та комунального будівництва, українському педагогічному інституті. Із вступом в дію постанови Всесоюзного комітету по справам Вищої Школи СРСР від 1938, про скасування рішення НКО УРСР від 1930 про затвердження посади професора у вищих навчальних закладах, для отримання вченого звання професора йому було необхідно захистити докторську дисертацію. Одна з її глав («Про французькі салони XVII і XVIII ст.») була заслухана у лютому 1940 на засіданні кафедри загальної літератури педагогічного ін.-ту та схвалена.
Під час окупації німецько-румунськими військами Одеси з родиною залишився у місті. Від 1.12.1941 до серпня 1943 працював директором Одеського художнього училища (в серпні 1942 перейменоване в Академію витонченого мистецтва), з 28.09.1942 проф-м західноєвропейської літератури Румунського королівського ун-ту (створеного на базі ОДУ), а від 29.09 до 26.11 1942 року був деканом історико-філологічного ф-ту. Виступив офіційним опонентом на захисті докторської дисертації В. Селінова.
Після встановлення в Одесі радянської влади 3.05.1944 був заарештований. У постанові на арешт були висунуті звинувачення: діяльність в «Ін-ті антикомуністичних досліджень та пропаганди» при ун-ті; співробітництво з італійською розвідкою, основним доказом чого були прочитані п'ять лекцій на тему історія італійської культури по запрошенню італійського консула в Одесі, в яких вчений хвалив фашистський лад в Італії; будучи директором Академії витонченого мистецтва організував публічні курси італійської мови та культури, де також вів фашистську пропаганду; у 1943 в «Літературній газеті» помістив статтю «Японское искусство и его влияние на искусство Европы», в якій також «на відміну радянської влади хвалив Японію». Після багатомісячних допитів М. Соколов був змушений визнати свою провину, а 2.12.1944 приговором Військового Трибуналу військ НКВС його було засуджено до 10 років позбавлення волі у ВТТ з поразкою прав строком на 5 років. Провів в таборах майже весь призначений строк,  Помер 25 жовтня 1953 року.
В 1993 році  був  реабілітований.

## Наукова діяльність
Протягом усього наукового життя основним аспектом дослідницької діяльності залишалась історія мистецтва від античності до нового часу. Підтвердженням цього є магістерська робота вченого, яку він присвятив вивченню пам'ятників грецького мистецтва за часів найвищої могутності Афін у період правління Перікла та праця про життя і творчість видатного голландського художника, майстра реалістичного живопису — Рембранта. Наукове захоплення тісно пов'язане з його навчально-методичною діяльністю, наслідком чого стали опубліковані курси лекцій з історії античного мистецтва.

#### Праці
- Les épisodes de l'activité de la censure russe. — Paris, 1912;
- Quelques épisodes de la vie des étudiants russe en 1905 année. — Paris, 1912;
- Воскресшая Помпея. — Рим, 1912;
- «Великая эпопея». Очерки отечественной войны 1812 г. — СПб., 1912;
- На развалинах Кносса и Феста. — Афины, 1913;
- История военно-учебных заведений в России. — СПб., 1914;
- Памятники греческого искусства в Афинах эпохи Перикла. — СПб., 1915;
- Доисторический человек и доисторическая культура. — СПб., 1916;
- Лекции по истории античного искусства. — СПб., 1916;
- Історія античного мистецтва. Курс лекцій. — Житомир, 1922;
- Нариси з історії Одеської цензури. — Одеса, 1924;
- Рембрандт. — М., 1937.